# Trilepis lhotzkiana
Trilepis lhotzkiana är en halvgräsart som beskrevs av Christian Gottfried Daniel Nees von Esenbeck. Trilepis lhotzkiana ingår i släktet Trilepis och familjen halvgräs. Inga underarter finns listade i Catalogue of Life.